# Rhenen

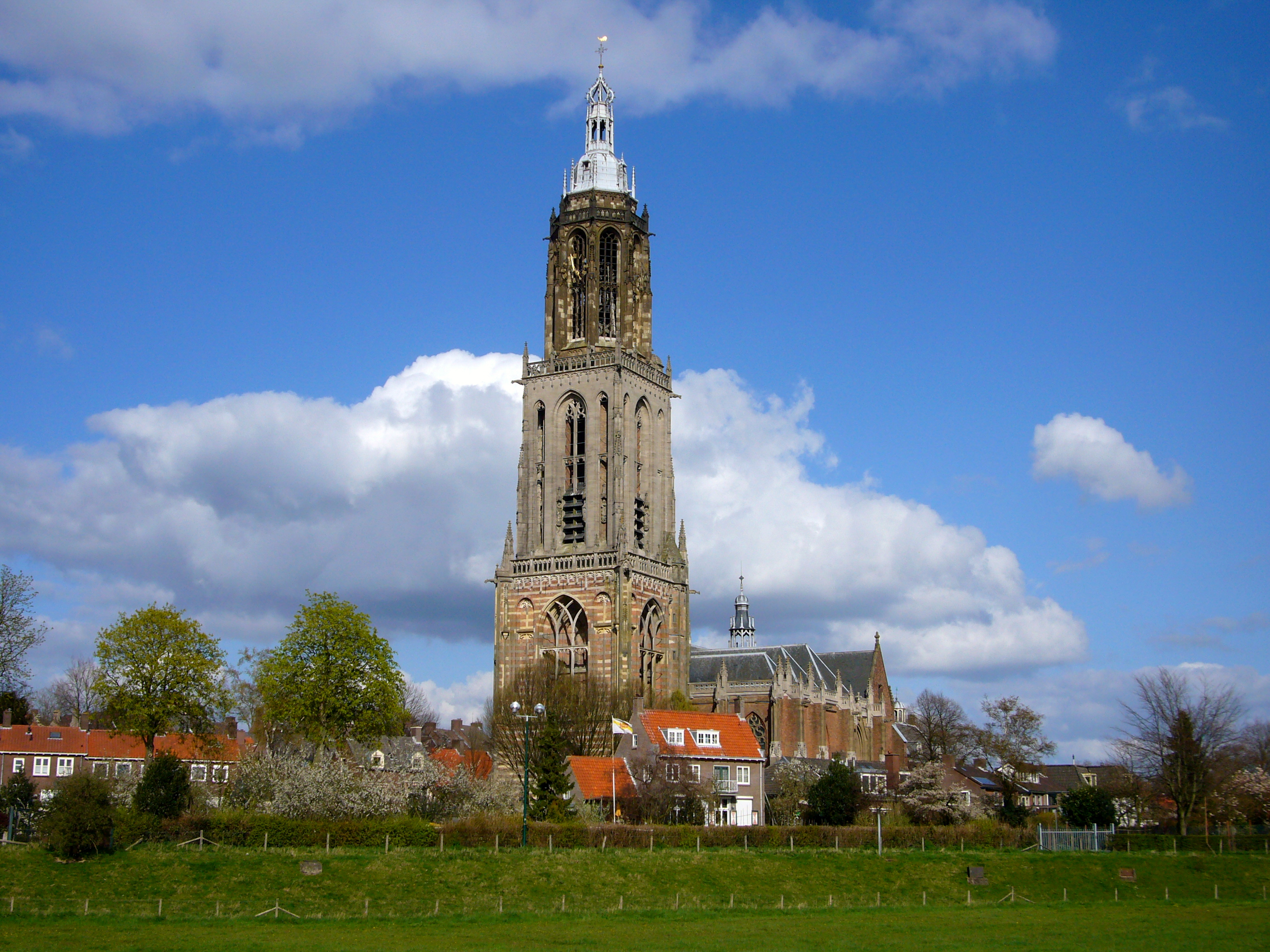
Rhenen

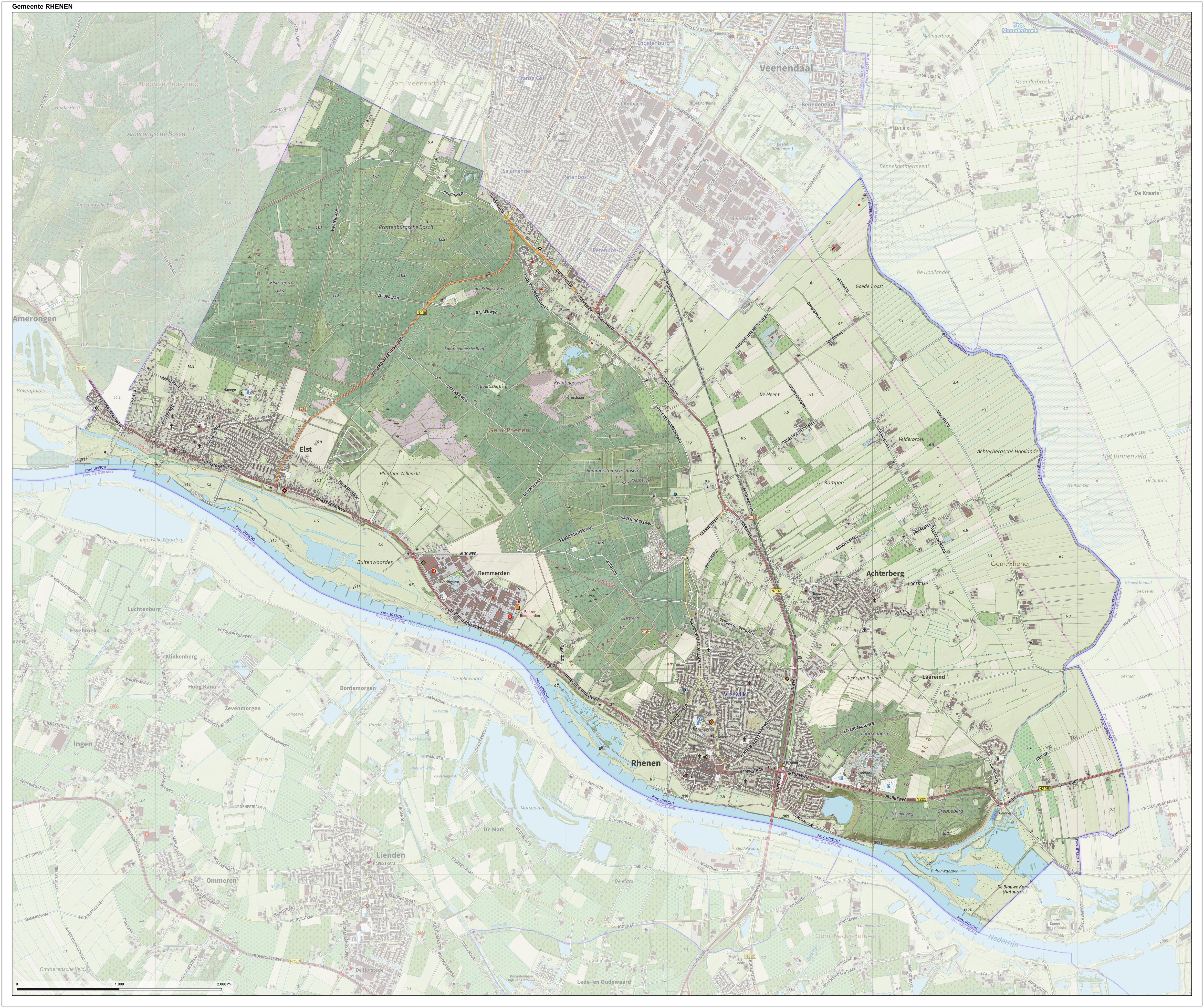
Gemeinde Rhenen

Rhenen (anhörenⓘ) ist eine Gemeinde in der niederländischen Provinz Utrecht.
Zur Gemeinde gehören die kleine Stadt Rhenen, die Dörfer Achterberg und Elst und die Bauerschaft Laareind.

## Lage und Wirtschaft
Rhenen, das am Rhein liegt und nach ihm benannt wurde, liegt im äußersten Südosten der Provinz und grenzt an Wageningen in Gelderland. Die Stadt liegt an einem Engpass zwischen den Höhen des „Utrechtse Heuvelrug“ und der Veluwe. Die „Gelderse Vallei“, ein für die Hühnerzucht bekanntes Tal zwischen diesen beiden Waldgebieten, endet hier.
Rhenen liegt sechs Kilometer nördlich der nächsten Autobahn A 15 (Nijmegen – Tiel – Rotterdam, Ausfahrt Opheusden).
Seit 1981 gibt es in Rhenen wieder Eisenbahnanschluss an die Strecke von Veenendaal nach Utrecht.
Die Stadt hat viele kleine Industrie- und Handelsunternehmen. Wichtiger ist aber der Tourismus (Wald in der Nähe; der Ouwehands Dierenpark; Kriegsdenkmäler).

## Geschichte
Innerhalb der heutigen Gemeindegrenzen befanden sich nach archäologischen Befunden schon römische und die merowingerzeitliche Siedlungen. So wurde 1938 in Achterberg ein bedeutender spätantiker Depotfund geborgen. Auf dem Donderberg in Rhenen wurde seit 1951 ein großes spätrömisch-frühmittelalterliches Gräberfeld ausgegraben.
Rhenen entstand im 8. Jahrhundert. Der Ort entwickelte sich zu einer Grenzstadt des Bistums Utrecht gegen das Herzogtum Geldern und erhielt vom Bischof im Jahre 1240 ein beschränktes Stadtrecht. 1346 verlieh Bischof Johann von Arkel Rhenen das Recht, eine Stadtbefestigung zu bauen. Im benachbarten Achterberg stand schon seit 1156 eine Burg, welche 1527 zerstört und abgerissen wurde, ihre Steine wurden daraufhin zur Ausbesserung der Rhener Stadtmauer genutzt.
Dank der Verehrung der heiligen Cunera war die Stadt bis zur Konvertierung zum Protestantismus um 1580 ein beliebter Wallfahrtsort.
Im Jahr 1546 erteilte Kaiser Karl V. der Stadt eine Ordonnanz, ein Dokument, das die Rechtsregeln der Stadt enthält. Es behielt seine Gültigkeit bis 1804.
Im Jahr 1629 wich der „Winterkönig“ von Böhmen, Friedrich V. von der Pfalz, nach Rhenen aus. Sein Palast wurde in der Franzosenzeit um 1800 zerstört.
Inzwischen war Rhenen, das wegen seiner strategischen Lage immer schon ein Zankapfel zwischen verfeindeten Herren gewesen war und deswegen mehrmals erobert und niedergebrannt wurde, zu einem Provinznest heruntergekommen. Der Tabakanbau, durch den geeigneten Sandboden der Gegend ermöglicht, brachte vielen Einwohnern bis etwa 1920 ein karges Auskommen. Von 1885 bis 1944, als die Stadt durch Kriegshandlungen geschädigt wurde, befand es sich an einer Eisenbahnlinie nach Utrecht.
Im Mai 1940, als am Anfang des Zweiten Weltkriegs die Truppen Deutschlands in die Niederlande einfielen, stießen sie bei Rhenen auf die Grebbe-Linie. Weil die niederländische Heeresleitung diese an sich tauglichen Verteidigungswerke ungenügend gewartet und besetzt hatte, konnte die deutsche Wehrmacht sie schon nach drei Tagen blutiger Kämpfe einnehmen. Rhenen wurde dabei fast ganz verwüstet.
In der Nachkriegszeit wurde Rhenen wieder aufgebaut. Viele der Einwohner des ziemlich ruhigen Städtchens pendeln zur Arbeit, meist nach Veenendaal oder Wageningen.

## Sehenswürdigkeiten
- Die 1492 bis 1531 erbaute und in den 1950er-Jahren restaurierte spätgotische Cunerakirche mit ihrem imposanten Lettner und ihrem Cuneraturm, dem Wahrzeichen der Stadt.
- Der im Wald des „Grebbebergs“ gelegene Zoo Ouwehands Dierenpark.
- Die Kriegsdenkmäler auf dem Grebbeberg, neben dem Zoo.
- Das Heimatmuseum „Rondeel“, u. a. mit Funden aus der Römerzeit und dem frühen Mittelalter.
- die Rheinterrassen.

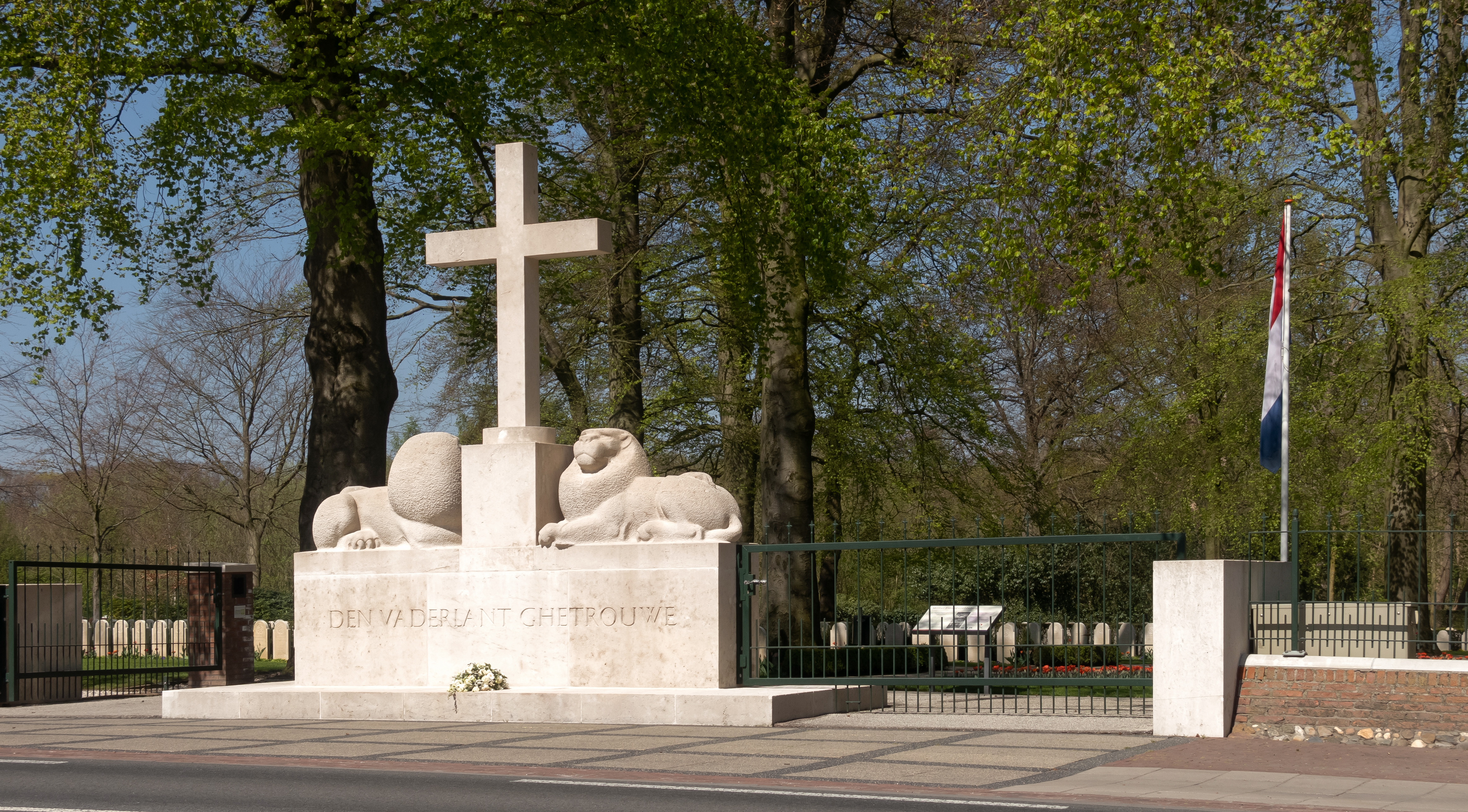
Rhenen, Kriegsdenkmäler
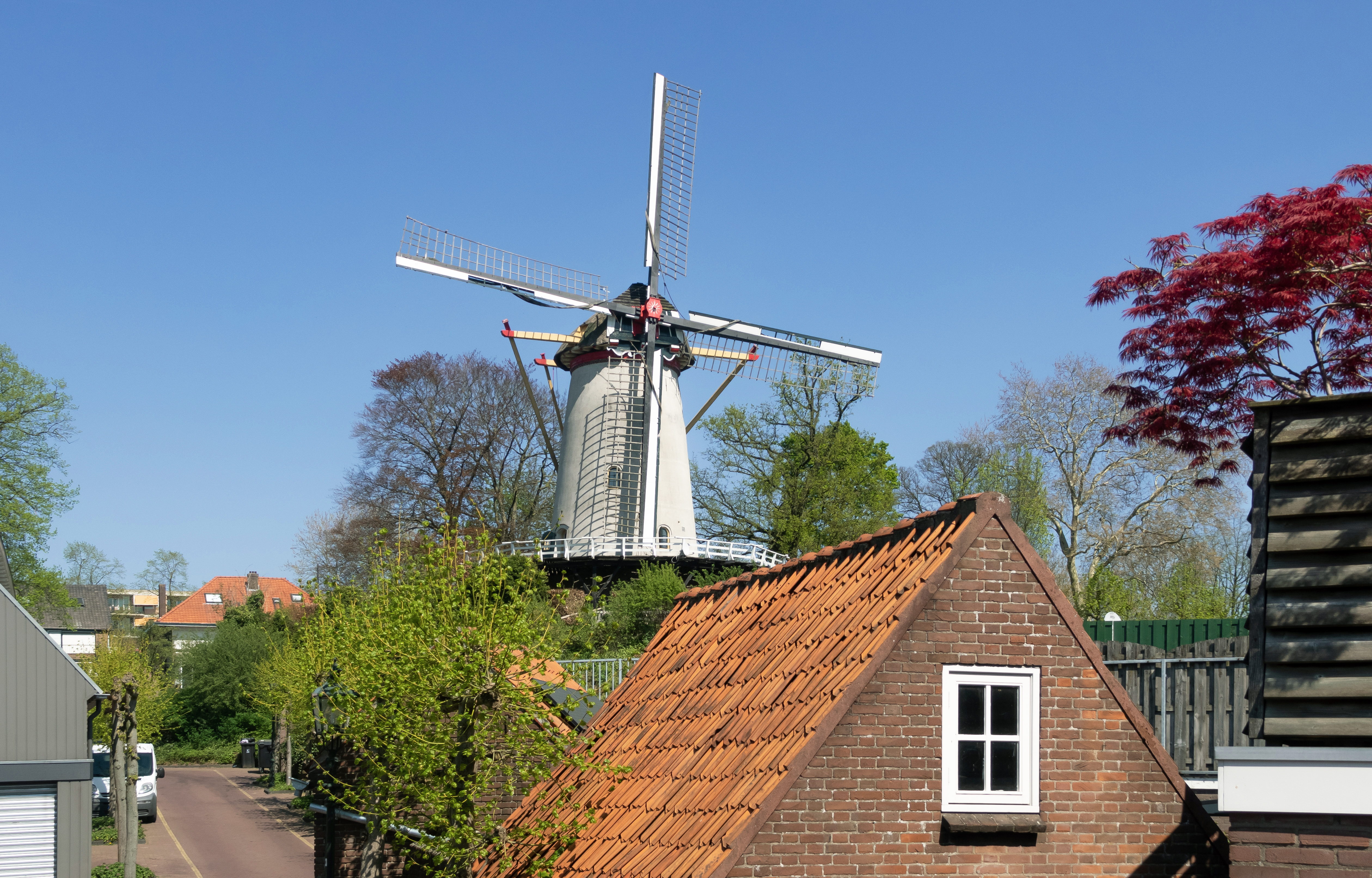
Rhenen, Mühle: de Binnenmolen

## Persönlichkeiten
- Roel Augusteijn (* 1948), Politiker
- Otwin van Dijk (* 1975), Politiker
- Giedo van der Garde (* 1985), niederländischer Rennfahrer
- Bibiane Schoofs (* 1988), Tennisspielerin
- Diederik Bangma (* 1990), niederländischer Fußballspieler